# Barringtonia asiatica
Pour les articles homonymes, voir Bonnet d'évêque et Bonnet de prêtre.
Espèce
Statut de conservation UICN

 LC  : Préoccupation mineure
Barringtonia asiatica est une espèce de plante à fleurs de la famille des Lecythidaceae. Il est également appelé Badamier de l'Inde, Bonnet carré, Bonnet de prêtre ou Bonnet d'évêque. En Polynésie, il se nomme Hutu.

## Description
Le Badamier de l'Inde est un arbre d'une hauteur de 7 à 30 m.

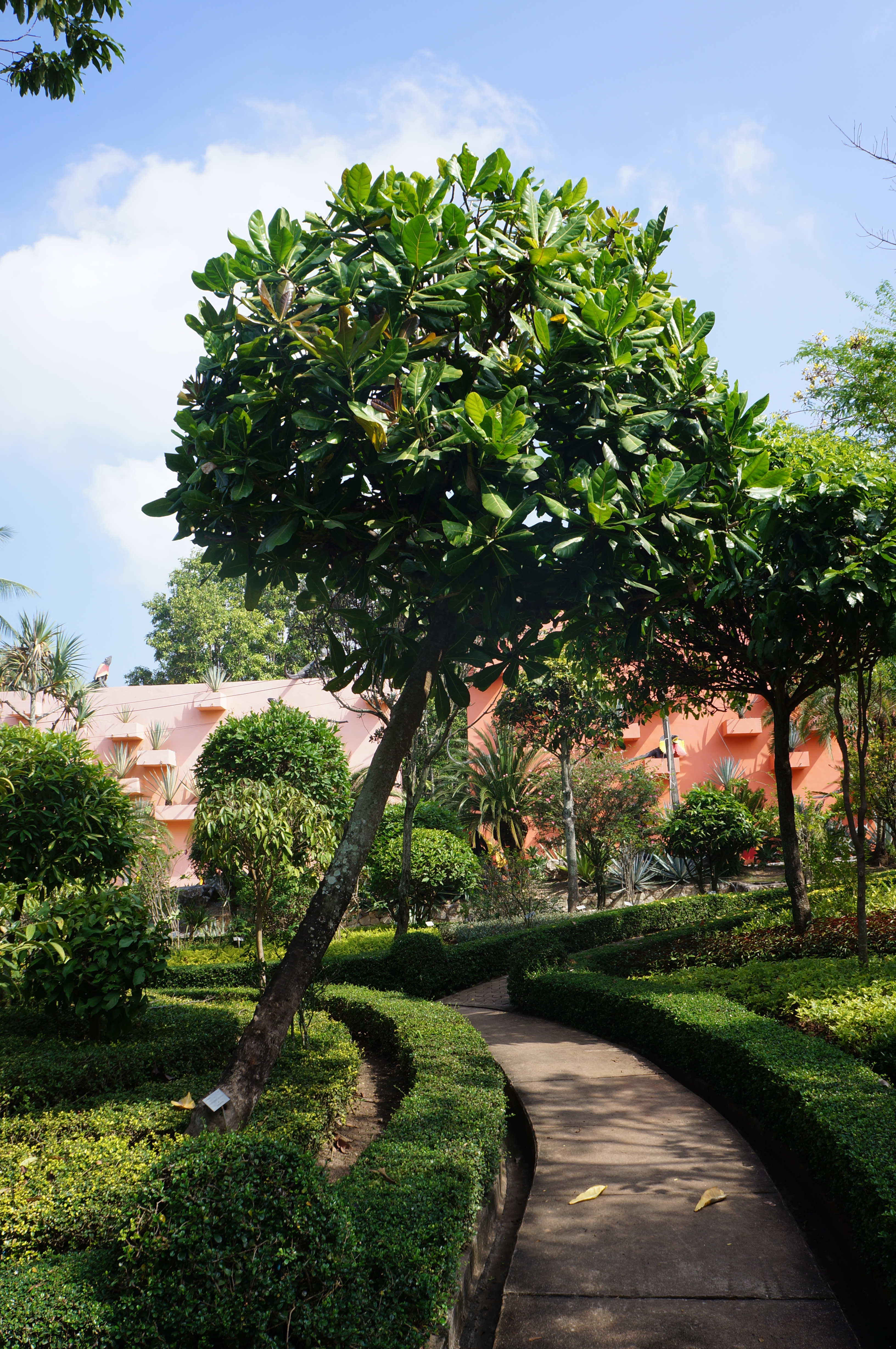
Badamier de l'Inde, jardin botanique tropical de Nong Nooch, Pattaya, Thaïlande

Cet arbre est facilement reconnaissable à ses fleurs caractéristiques en forme de houppes et à ses gros fruits anguleux et pyramidaux qui font penser à un bonnet d'évêque.
Le péricarpe du fruit, imputrescible, est constitué de trois parties : une cuticule épaisse de couleur verte qui devient beige en séchant et semblable à du papier froissé ; une zone de liège de fibres enchevêtrés très épaisse qui isole l'amande de l'extérieur ; et une couche de fibres qui entoure directement l'amande.

L'amande est blanche et elle contient une substance toxique appelée saponine.

Feuilles, fleurs et fruits
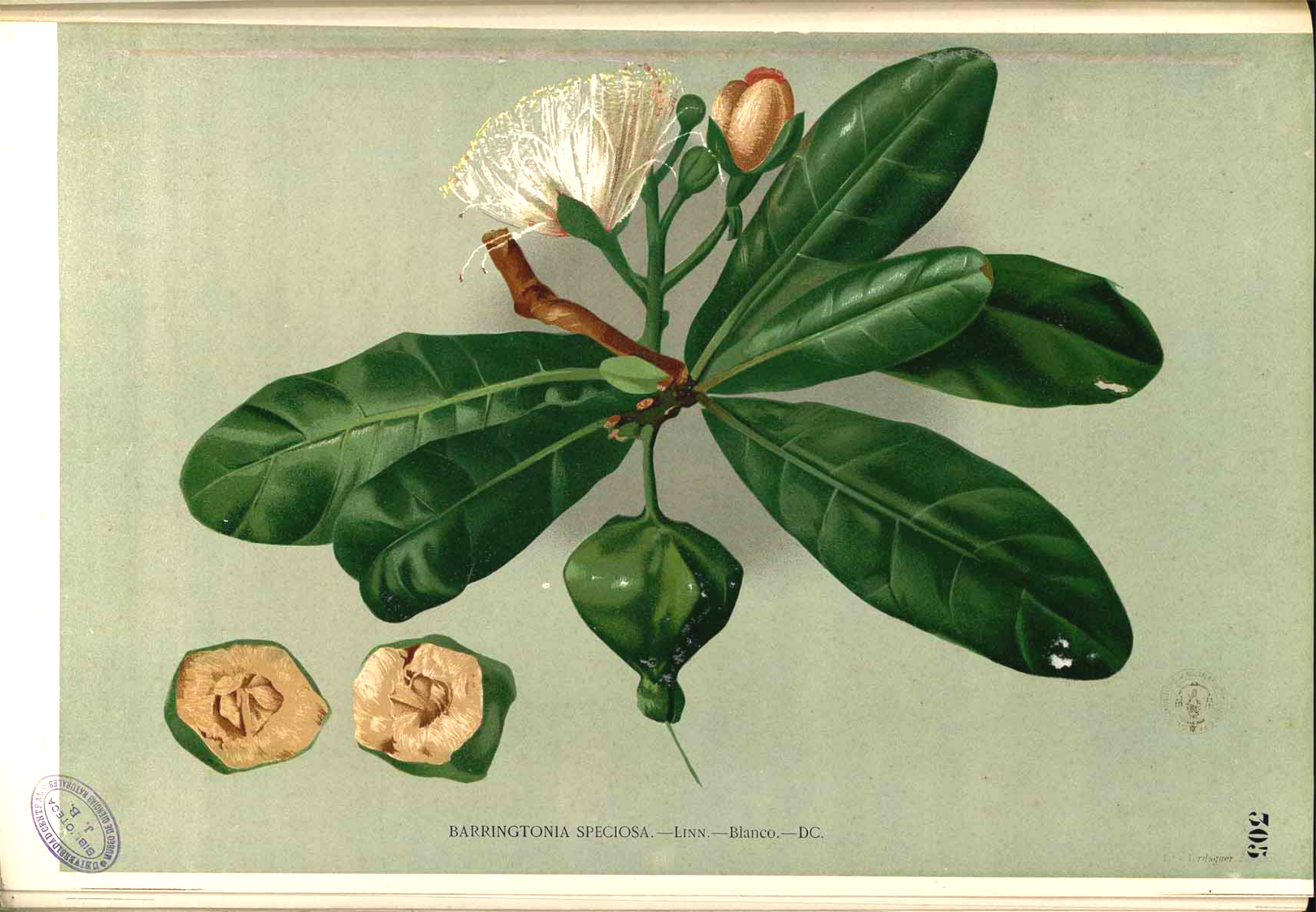
Planche descriptive.
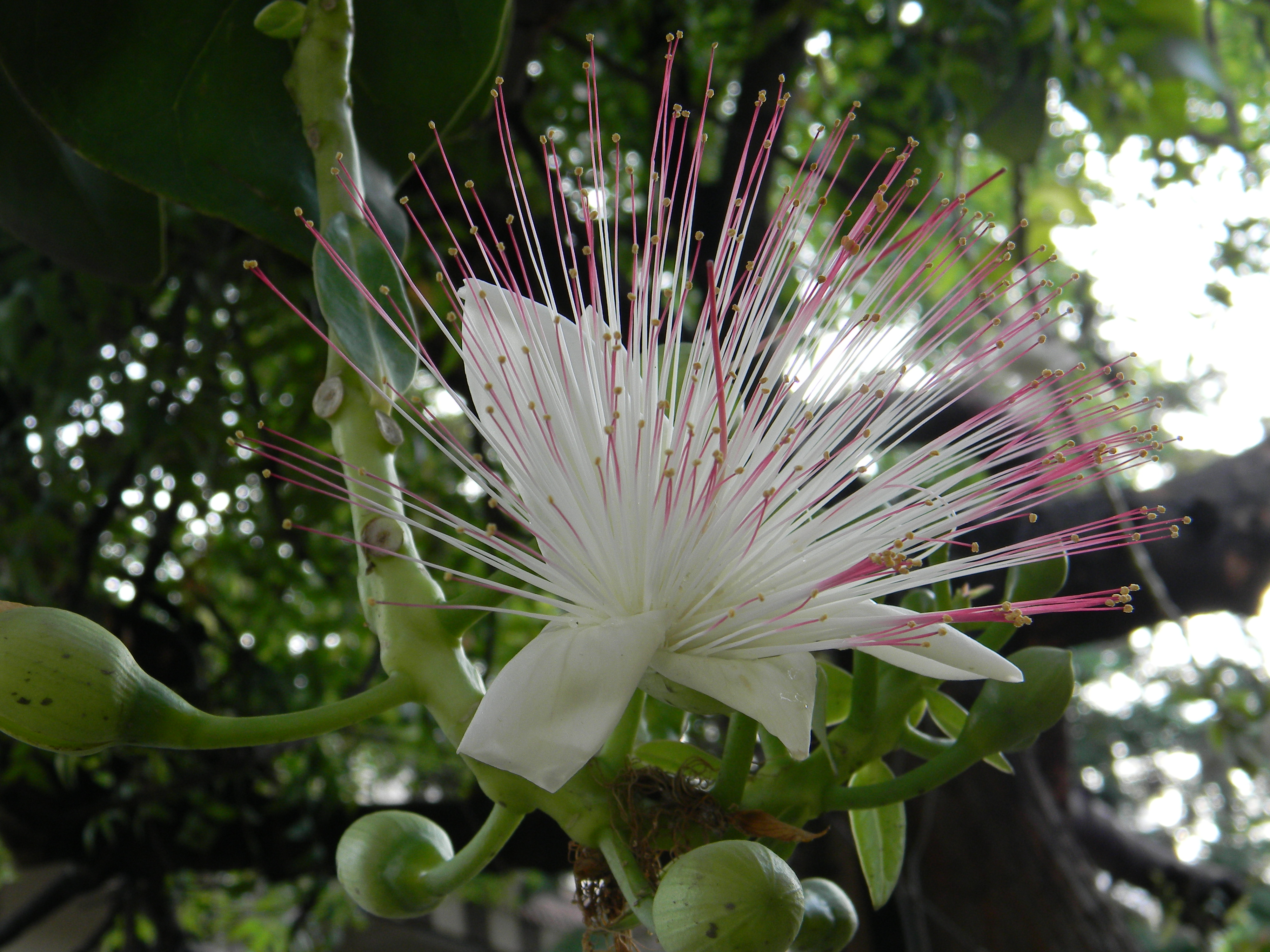
Fleur.
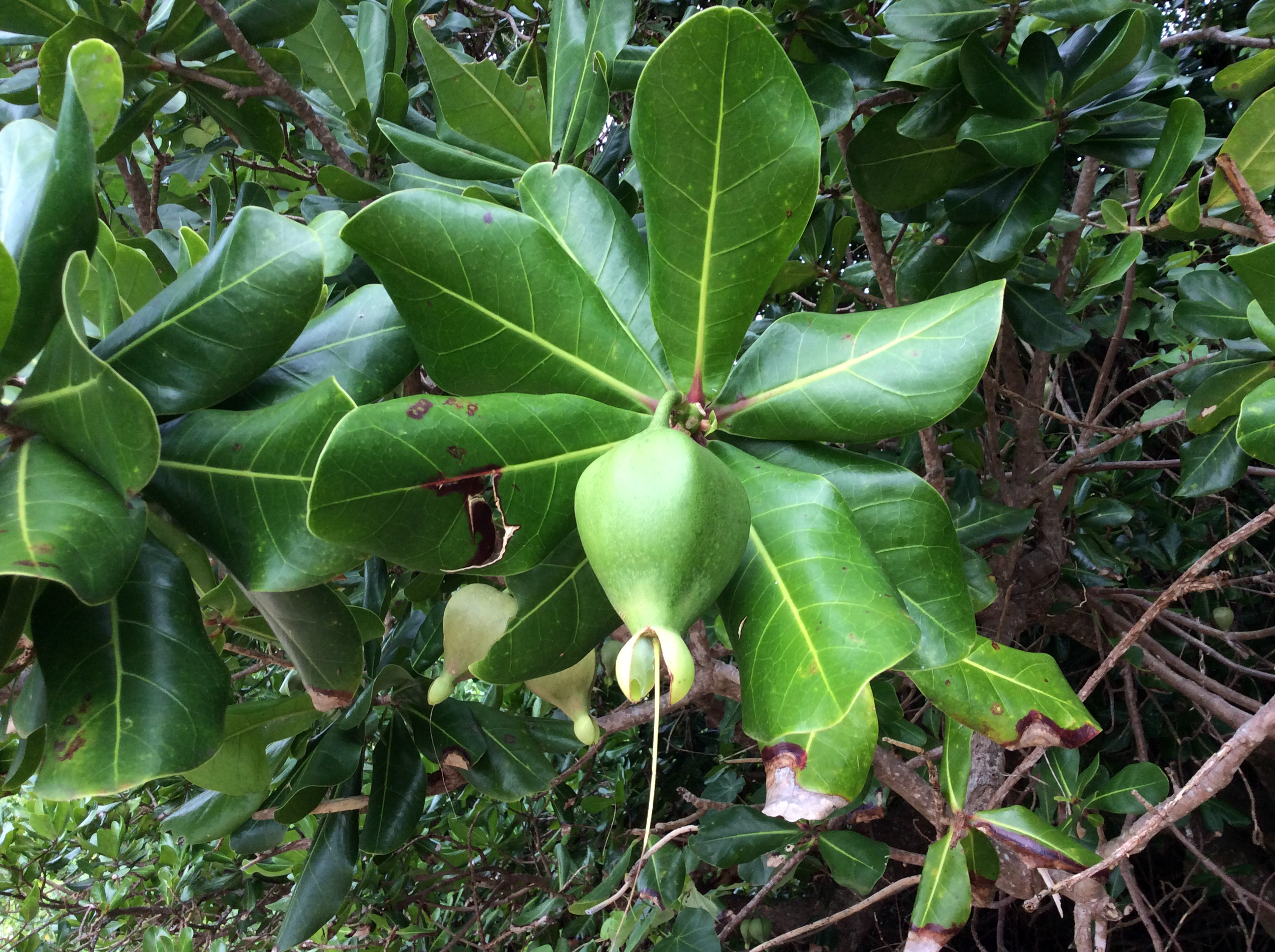
Feuilles et fruit.
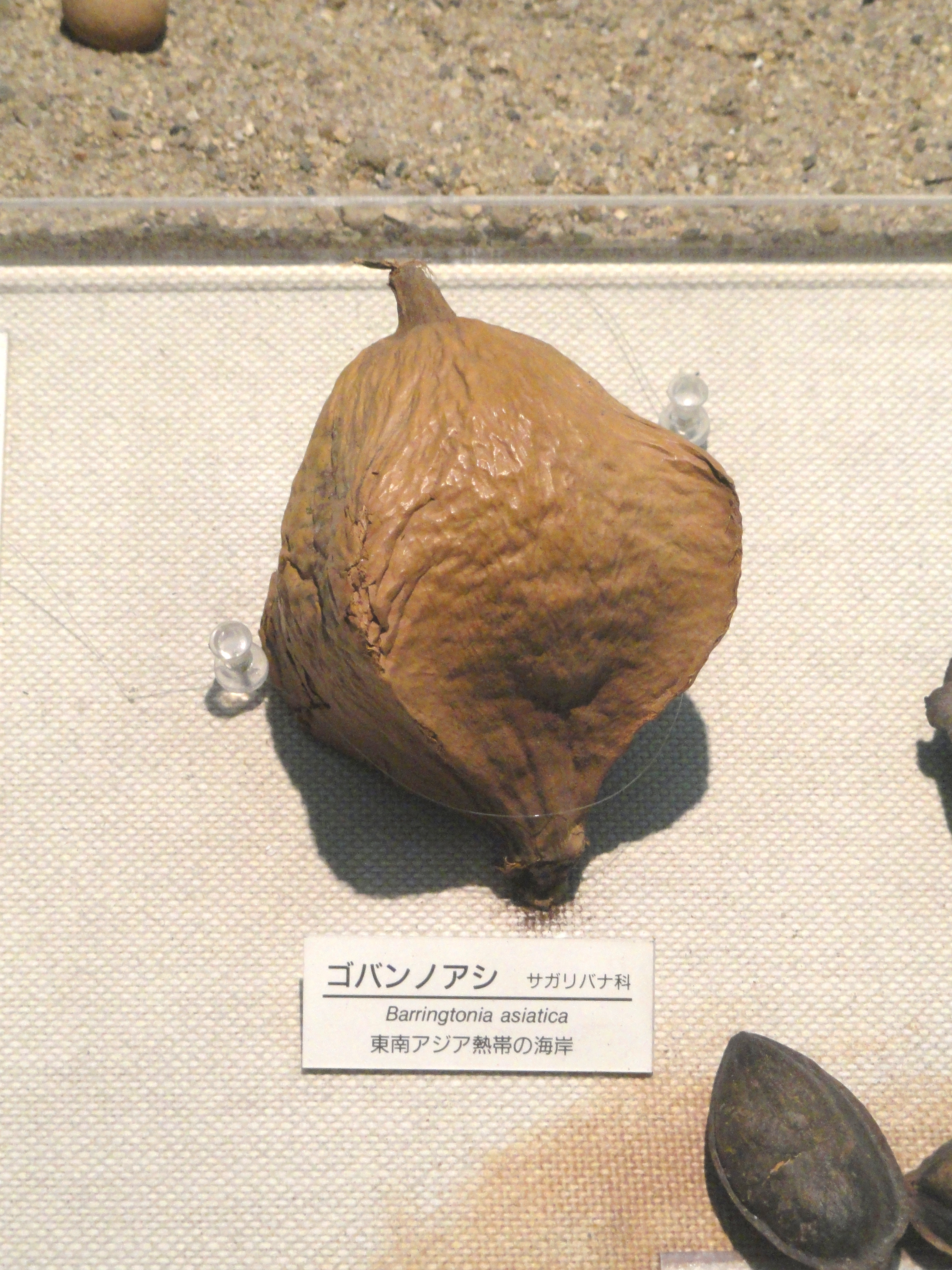
Fruit sec.
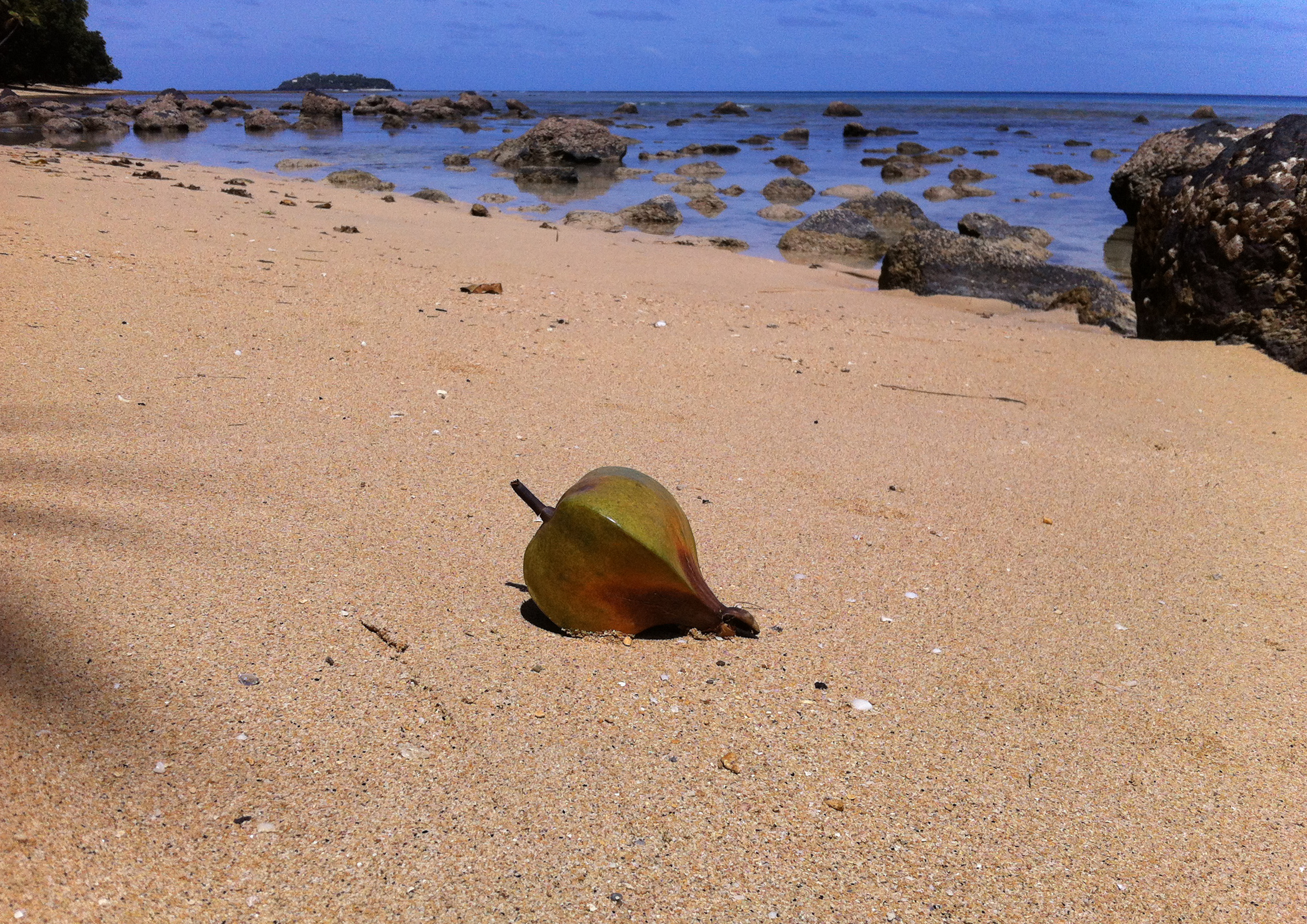
Fruit transporté par l'océan et échoué sur une plage de sable.

Comme la noix de coco, le fruit du Barringtonia asiatica a une densité très faible qui lui permet de flotter sur les eaux de l'océan et de disséminer ses graines sur les plages d'autres îles.

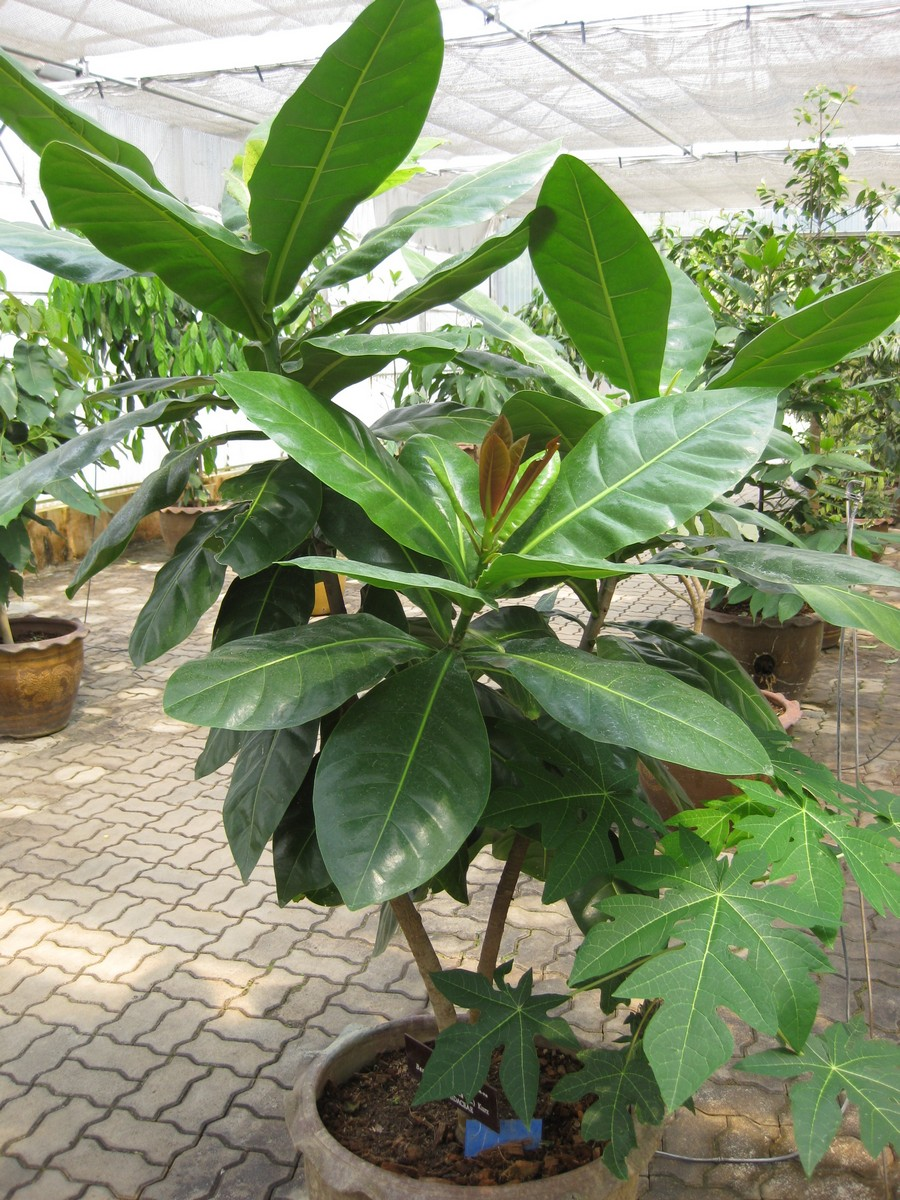
Jeune arbre en pot, au Jardin botanique de la reine Sirikit, en Thaïlande.

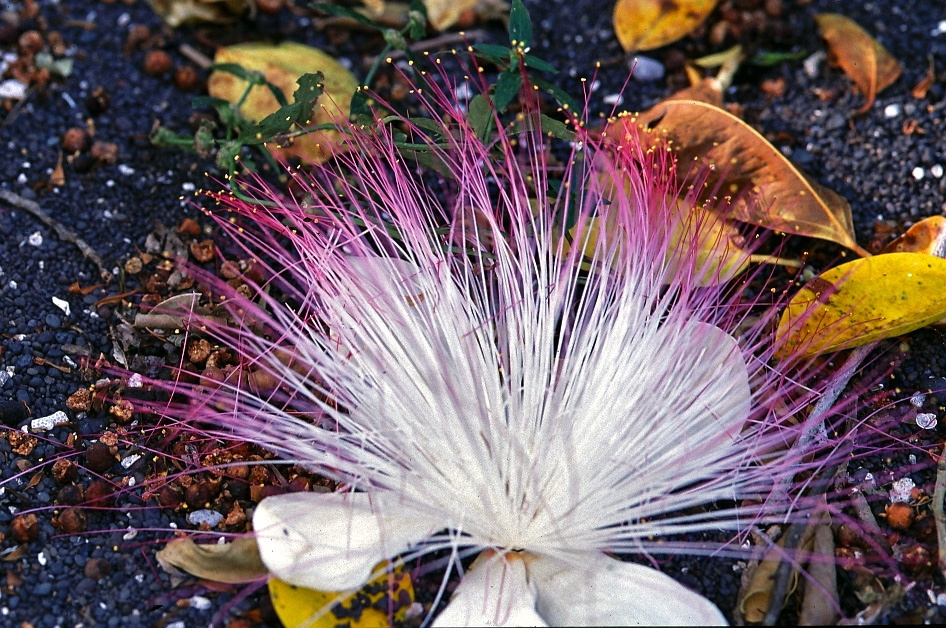
Détail de la fleur, au Parc national de Tangkoko, en Indonésie.

## Répartition et habitat
Le Badamier de l'Inde ou Bonnet d'évêque est un arbre originaire d'Asie tropicale et de Madagascar qui pousse dans les sols sableux des îles de l'océan Indien et de l'océan pacifique. On en trouve jusqu'en Australie et en Nouvelle-Calédonie. On l'a planté dans les locaux de l'ambassade du Vietnam à Singapour en 2015.

## Usage
Traditionnellement, en Nouvelle-Calédonie et en Polynésie, on jetait à l'eau les amandes de cette plante, qui contiennent de la saponine, afin d'endormir les poissons et les crustacés. Ils pouvaient ensuite être ramassés à la main. Cette pratique est désormais interdite, tout comme les autres techniques d'empoisonnement des poissons,.